# Scottish Open 1980
Die Scottish Open 1980 im Badminton fanden vom 26. bis zum 27. Januar 1980 in Meadowbank in Edinburgh statt.

## Sieger und Platzierte
| Disziplin    | Gold                          | Silber                           | Bronze                         |
| ------------ | ----------------------------- | -------------------------------- | ------------------------------ |
| Herreneinzel | Paul Whetnall                 | Steve Baddeley                   | Ray Stevens                    |
| Herreneinzel | Paul Whetnall                 | Steve Baddeley                   | Kevin Jolly                    |
| Dameneinzel  | Paula Kilvington              | Pamela Hamilton                  | Joanna Flockhart               |
| Dameneinzel  | Paula Kilvington              | Pamela Hamilton                  | Alison Bryson                  |
| Herrendoppel | Ray Stevens Mike Tredgett     | Kevin Jolly Derek Talbot         | Peter Bullivant Gary Scott     |
| Herrendoppel | Ray Stevens Mike Tredgett     | Kevin Jolly Derek Talbot         | Billy Gilliland Dan Travers    |
| Damendoppel  | Karen Bridge Paula Kilvington | Kathleen Redhead Karen Chapman   | Gillian Clark Sally Leadbeater |
| Damendoppel  | Karen Bridge Paula Kilvington | Kathleen Redhead Karen Chapman   | Suzanne Martin Kathy Tredgett  |
| Mixed        | Mike Tredgett Karen Chapman   | Billy Gilliland Joanna Flockhart | Nick Yates Gillian Clark       |
| Mixed        | Mike Tredgett Karen Chapman   | Billy Gilliland Joanna Flockhart | Ray Rofe Kathleen Redhead      |

## Finalresultate
| Disziplin    | Sieger                        | Finalist                         | Ergebnis    |
| ------------ | ----------------------------- | -------------------------------- | ----------- |
| Herreneinzel | Paul Whetnall                 | Steve Baddeley                   | 15–6, 15–1  |
| Dameneinzel  | Paula Kilvington              | Pamela Hamilton                  | 12–9, 11–8  |
| Herrendoppel | Ray Stevens Mike Tredgett     | Kevin Jolly Derek Talbot         | 15–4, 15–11 |
| Damendoppel  | Karen Bridge Paula Kilvington | Kathleen Redhead Karen Chapman   | 15–10, 15–5 |
| Mixed        | Mike Tredgett Karen Chapman   | Billy Gilliland Joanna Flockhart | 15–2, 15–2  |